# Euphorinae
Sous-famille
Les Euphorinae sont une sous-famille d'insectes de l'ordre des hyménoptères et de la famille des Braconidae. 

## Description
Ce sont des microguèpes parasitoïdes d'autres insectes.
- Abdomen pétiolé, pétiole allant s'élargissant.
- Stigmate dans une dépression de la partie postérieure du pétiole.
- Cellule brachiale ouverte à son sommet.
- Mesoscutum et propodeum rugueux
- Aspect jaune à brun, assez clair.
- Essentiellement représenté par le genre Meteorus.
- Endoparasites de lépidoptères ou de coléoptères (genres Meteorus, Zele).

## Taxinomie

### Liste des tribus
Centistini - Cosmophorini - Cryptoxilonini - Dinocampini - Euphorini - Helorimorphini - Meteorini - Myiocephalini - Neoneurini - Oncometeorini - Perilitini - Proclithrophorini - Syntretini - Tainitermini

## Aperçu des genres
Allurus - 
Aridelus - 
Asiacentistes - 
Betelgeuse - 
Bracteodes - 
Centistes - 
Centistina - 
Centistoides - 
Chrysopophthorus - 
Cosmophorus - 
Cryptoxilos - 
Dinocampus - 
Eadya - 
Elasmosoma - 
Euneoneurus - 
Heia - 
Holdawayella - 
Kollasmosoma - 
Leiophron - 
Litostolus - 
Mama - 
Meteorites - 
Meteorus - 
Microctonus - 
Myiocephalus - 
Neoneurus - 
Oncometeorus - 
Onychoura - 
Orionis - 
Parelasmosoma - 
Perilitus - 
Peristenus - 
Plynops - 
Proclithrophorus - 
Prosyntretus - 
Pygostolus - 
Rilipertus - 
Ropalophorus - 
Sculptosyntretus - 
Sinoneoneurus - 
Sinuatophorus - 
Spathicopis - 
Stenothremma - 
Syntretellus - 
Syntretomorpha - 
Syntretoriana - 
Syntretus - 
Tainiterma - 
Townesilitus - 
Tuberidelus - 
Ussuraridelus - 
Wesmaelia - 
Zele - 
†Elasmosomites

## Liens  externes
- Ressources relatives au vivant :   - Australian Faunal Directory
  - BugGuide
  - Dyntaxa
  - EU-nomen
  - Fauna Europaea
  - Paleobiology Database
  - iNaturalist
  - NBN Atlas
  - New Zealand Organisms Register
  - Système d'information taxonomique intégré
- (en) BioLib : Euphorinae
- (en) NCBI : Euphorinae (taxons inclus)